# Pete's Pond
Pete's Pond est un étang artificiel au Botswana dérivé du nom de son créateur Pete Le Roux, directeur général de la Mashatu Game Reserve. Le Roux l'a créé comme un trou d'eau dans l'espoir de protéger les espèces sauvages des braconniers dans la région du Limpopo.
L'étang a été le site d'un projet National Geographic "WildCam" en 2005, qui impliquait une caméra haute résolution enregistrant qui se passait à l'étang, avec des flux vidéo en direct 24 heures sur 24. Au cours de la journée, divers animaux, y compris Éléphants, phacochères, babouins, crocodiles, oiseaux, Varan du Nil, ainsi que beaucoup de grands herbivores tels que le Zèbre de Chapman, le Cobe à croissant, l'Éland peuvent être vus dans et autour de l'étang. La nuit, l'étang est parfois visité par plusieurs grands félins, canidés, hyènes, une variété de petits carnivores, rongeurs et Oryctérope du Cap.
Le site est de retour pour la saison sèche de 2008 et 2009, Il est mis en veille pendant la saison des pluies car la nourriture étant, pendant cette période surabondante, les animaux n'ont plus un grand intérêt pour ce lieu.